# 拉米利
拉米利（法語：Ramillies，法語發音：[ʁamili]）是比利时瓦隆大区瓦隆布拉班特省的一个市镇，南与那慕爾省接壤，通行法语，是比利时法语社群的一部分，面积48.68平方千米，人口6,394人（2018年1月1日）。

## 地名
该地名“Ramillies”发音为[ʁamili]而非[ʁamiji]，根据实际发音其应译作“拉米利”，《世界地名翻译大辞典》与《世界地名译名词典》将其误译作“拉米伊”。